# Apataniana pamirensis
Apataniana pamirensis là một loài Trichoptera trong họ Apataniidae. Chúng phân bố ở miền Cổ bắc.